# Cratena pilata
Cratena pilata är en snäckart som först beskrevs av Gould 1870.  Cratena pilata ingår i släktet Cratena och familjen Facelinidae. Inga underarter finns listade i Catalogue of Life.